# Żelisławiec
Żelisławiec [ʒɛliˈswavʲɛt͡s] (deutsch Sinzlow) ist ein Dorf in der Landgemeinde Stare Czarnowo (Neumark) im Powiat Gryfiński (Greifenhagener Kreis) der polnischen Woiwodschaft Westpommern

## Geographische Lage
Das Dorf liegt in Hinterpommern, etwa sieben Kilometer westlich von Stare Czarnowo (Neumark), 14 Kilometer östlich von Gryfino (Greifenhagen) und 17 Kilometer südöstlich von Stettin.
Etwa einen Kilometer nordwestlich des Dorfs liegt der Greifsee (Faule Greif oder Fule Griep) und einen Kilometer nordöstlich der Gliener See.

## Geschichte

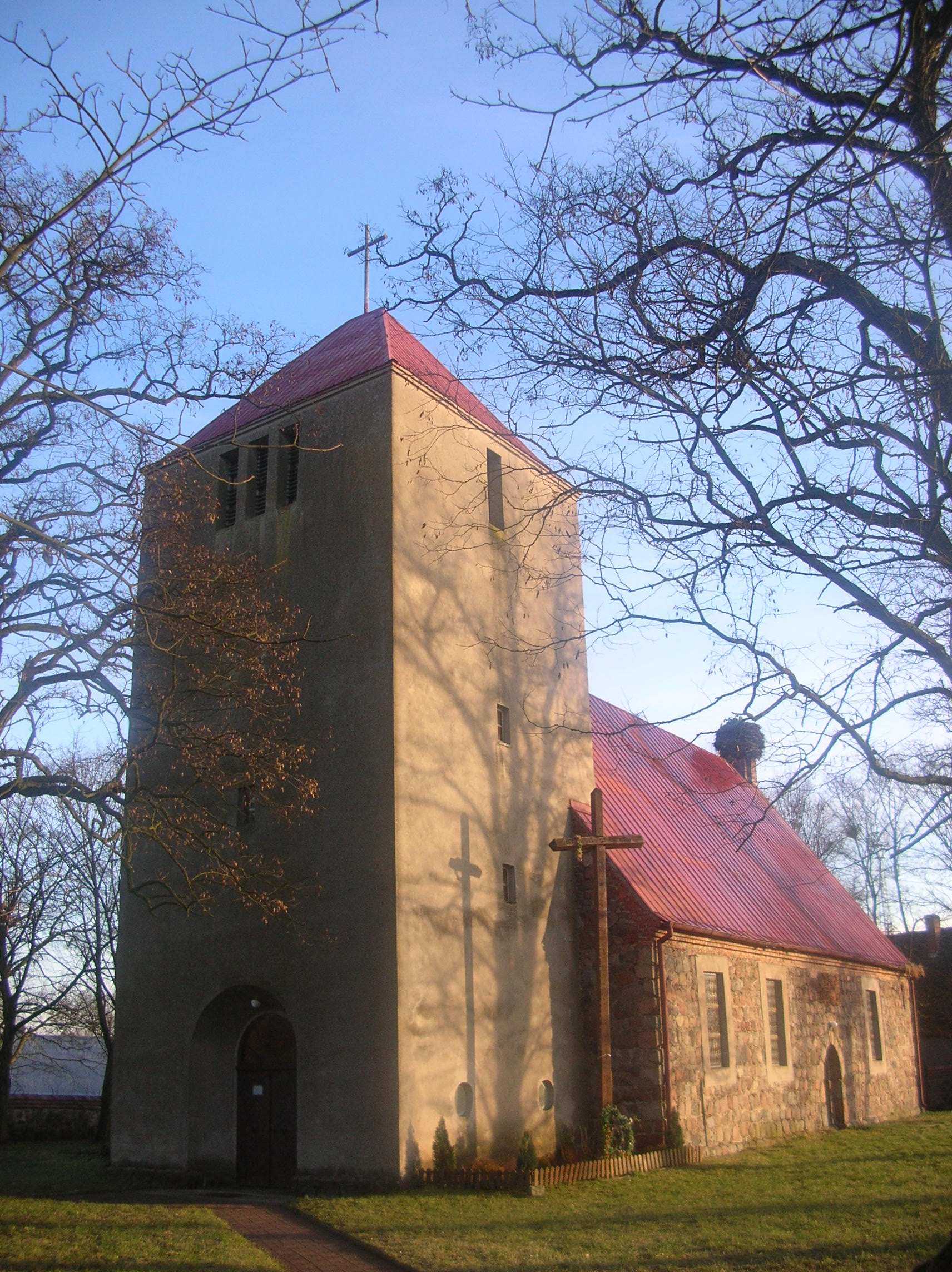
Pfarrkirche, bis 1945 Gotteshaus der evangelischen Gemeinde Sinzlow

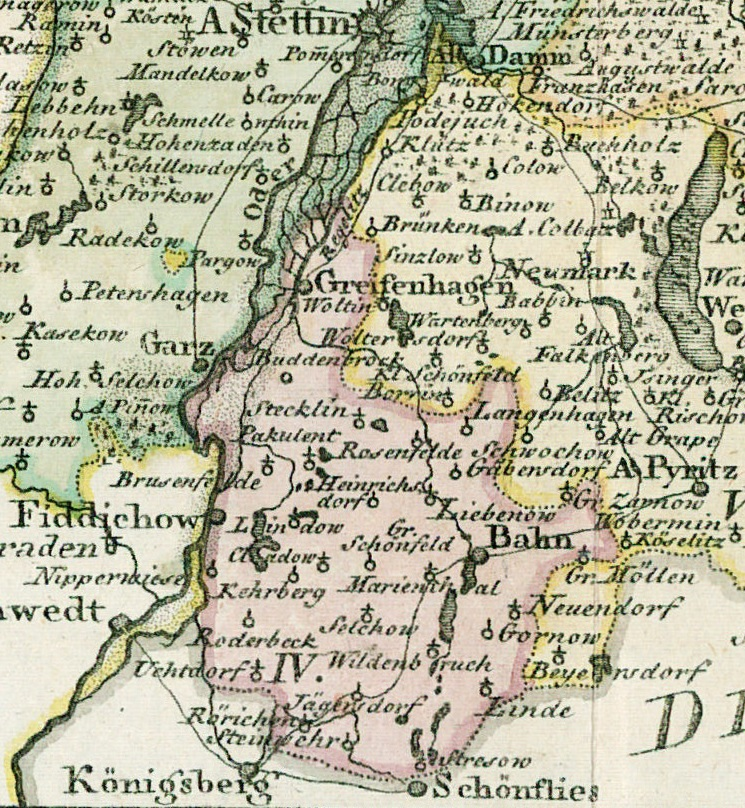
Kirchdorf Sinzlow ostnordöstlich von Greifenhagen auf einer Landkarte von 1794

Ein älterer Name des Pfarrkirchdorfs ist Czillzelowe (1491). Sinzlow war eines der größeren und kleineren 28 Güter, die bis 1236 Eigentum des Zisterzienser-Klosters Kolbatz geworden waren.
Die Dichte der im Umland des Dorfs in der Vergangenheit aufgefundenen Begräbnisplätze in Gestalt von mit Steinen kreisförmig eingefassten und mit Steinen abgedeckten Urnenhügeln, sogenannter Hünengräber, wie etwa auf der am Anfang des 19. Jahrhunderts Lüttke Greifenhagen genannten Feldmark, hat Historiker schon früh zu der Vermutung veranlasst, dass sich unweit von Sinzlow in prähistorischer Zeit einmal eine größere Wohnsiedlung befunden haben könnte, die an Bedeutung einem Vergleich mit der sagenhaften Stadt Vineta standhält und die vielleicht ein Vorläufer der später entstandenen Stadt Greifenhagen gewesen war. Ein besonders gut erhaltenes Gräberfeld befand sich auf dem sogenannten Mühlenfeld rechts an der Straße von Greifenhagen nach Stargard, die über Sinzlow und Neu Glien führt. In Sinzlow sowie auf dem Sandberg bei dem Dorf sind im 19. Jahrhundert Pfeilspitzen aus Feuerstein und ein Beil aus Diorit gefunden worden.
Um die Mitte des 18. Jahrhunderts hatte das Dorf nur 14 Bauern und zwei Kossäten aufzuweisen, 1755 kamen noch zwei Bauern und 1756 noch zwei Kossäten hinzu. Um 1782 gab es in dem Kirchdorf einen Freischulzen, 16 Bauern, neun Kossäten, einen Prediger, einen Küster, ein Predigerwitwenhaus, ein Predigersiedlungshaus, einen Unterförster, eine Schmiede, einen Krüger und zehn Büdner. Dem Prediger stand das Recht zu, im Gliener See zu fischen, und zwar mit beliebigem Fanggerät, nur nicht mit der Klippe, dem von zwei Personen fortbewegten zweiarmigen Schleppnetz-Sack. Die Sinzlower Wassermühle, eine Lehen- und Erbmühle, hatte die Einwohner von Sinzlow, Kortenhagen und Binow zu Zwangsmahlgästen. Neben der Wassermühle wird 1818 auch und eine Försterei erwähnt.
Am Anfang der 1860er Jahre enthielt das Dorf ein Freischulzengut, sieben Vollbauern, sechs Halbbauern, von denen jeder 170–180 Morgen Land bewirtschaftete, und acht Kossätenhöfe mit je etwa 20 Morgen Land, zwölf Büdner, ein Mühlengrundstück mit Wassermühle, eine Schmiede, einen Krug und gegen 20 Eigentumsgrundstücke.
Um 1925 bestanden in Sinzlow vier Wohnplätze:
- Glien
- Neuhaus
- Reinkeshof
- Sinzlow

Bis zum Ende des Zweiten Weltkriegs war Sinzlow Teil des Landkreises Greifenhagen im Regierungsbezirk Stettin der preußischen Provinz Pommern des Deutschen Reichs.
Zum Kriegsende wurde Sinzlow 1945 von der Roten Armee besetzt und anschließend – wie ganz Hinterpommern mit Ausnahme militärischer Sperrbezirke – seitens der Sowjetunion der Volksrepublik Polen zur Verwaltung überlassen. Sinzlow wurde in Żelisławiec umbenannt. In der Folgezeit wurde die einheimische Bevölkerung von der polnischen Administration aus Sinzlow vertrieben.

### Demographie
| Jahr | Einwohner | Anmerkungen                                                                          |
| ---- | --------- | ------------------------------------------------------------------------------------ |
| 1782 | —         | 58 Feuerstellen                                                                      |
| 1818 | 385       | [ 10 ] [ 12 ]                                                                        |
| 1822 | 385       | [ 13 ]                                                                               |
| 1852 | 621       | [ 14 ]                                                                               |
| 1865 | 773       | am 1. Januar                                                                         |
| 1867 | 741       | am 3. Dezember                                                                       |
| 1871 | 707       | am 1. Dezember, davon 700 Evangelische, eine katholische Person und sechs Juden      |
| 1910 | 496       | am 1. Dezember                                                                       |
| 1925 | 783       | davon 770 Evangelische und zwölf Katholiken sowie eine Person unbekannter Konfessios |
| 1933 | 748       | [ 17 ]                                                                               |
| 1939 | 778       | [ 17 ]                                                                               |

## Dorfkirche
Die Pfarrei erhielt bei der Separation 80 Morgen und 104 Ruten Land, das 1834 an den Gutsbesitzer zu Witstock vererbpachtet wurde. Das Gemäuer der Kirche scheint älter zu sein, Dachstuhl, Innenarchitektur und Turm stammen jedoch aus dem Jahr 1743. Die älteste in der zweiten Hälfte des 19. Jahrhunderts vorhandene Glocke war 1616 gegossen worden.

## Kirchspiel
Das bis 1945 evangelische Kirchspiel gehörte zur Synode Neumark. In die Mutterkirche zu Sinzlow eingepfarrt waren die Tochterkirche zu Kortenhagen, der Gutsbezirk Glien, die Sinzlowsche Mühle, das alte Forsthaus, die Försterei Buchenhain und der Pflanzgarten.

### Pfarrer vor der Reformation
- Valentin Jakeman, † 1491
- Johannes Raen, seit 1491 im Amt

### Pfarrer nach der Reformation
- Gottfried Ludolf Graßmann (1738–1798), 1768–1798 im Amt

## Trivia
Im Umland von Sinzlow (wie auch von Hoff, Binow, Kortenhagen und von Stettin) war im 19. Jahrhundert der Andornartige Löwenschwanz (Leonurus marrubiastrum Linné), eine auch unter dem Namen Filziges Herzgespann bekannte wildwachsende Stromtalpflanze, heimisch, die heute (2021) vielerorts als gefährdet gilt.

## Mit dem Ort verbundene Persönlichkeiten
- Gottfried Ludolf Graßmann (1738–1798), deutscher evangelisch-lutherischer Geistlicher und Agrarschriftsteller, wirkte hier und im Nachbarort Kortenhagen von 1768 an bis zu seinem Tod als Pfarrer
- Justus Günther Graßmann (1779–1852), Gymnasialprofessor und Mathematiker, wurde hier geboren
- Heinrich Gotthilf Friedrich Graßmann (1784–1866), pommerscher Schulmann, wurde hier geboren